# Коллекционерка
Коллекционерка (фр. La Collectionneuse) — фильм режиссёра Эрика Ромера, вышедший на экраны 2 марта 1967.

## Сюжет
Третья лента из цикла «Шесть сказок с моралью». Картина начинается тремя прологами, представляющими главных действующих лиц: Хайде (на пляже в бикини, сначала общий план и проход, затем очень крупным планом отдельно ноги, бедра, живот, грудь, уши, руки, шею, лицо), Даниеля (разговор с другом-писателем) и Адриена (уговаривает подругу вместе провести лето).
Диалоги к фильму создавались в соавторстве с актерами, и главная женская роль была написана Ромером специально для дебютантки Хайде Политофф.
Рассказ ведется от первого лица. Адриен, торговец предметами искусства, намеревающийся открыть свою галерею, красивый мужчина около тридцати лет, «с орлиным профилем» и большим самомнением, простившись с подругой-моделью Дженни, уехавшей на съемки в Лондон, отправляется на отдых на Лазурный берег, на уединенную виллу в районе Сен-Тропе, принадлежащую его приятелю Рудольфу. Вместе с ним там находятся интеллектуал-нигилист Даниель, которого Адриен считает чем-то вроде своего учителя, и соблазнительного вида девушка Хайде, лет двадцати, приглашенная Рудольфом отдельно от двух приятелей.
Адриен намеревается проводить время в полной праздности, валяться на пляже и читать книги, привезенные Даниелем. Развлечения Хайде, каждую ночь приводящую новых парней, его раздражают, и он требует прекратить это. Приятели от нечего делать обсуждают поведение Хайде в продолжительных диалогах и между собой и втроем, высказывая разные соображения, и называя её и «шлюхой», и «коллекционеркой» мужчин. По словам девушки, она находится в поиске, а не собирает коллекцию.
Постепенно отношения на вилле налаживаются. Адриен предлагает Даниелю переспать с Хайде, но приятель, изображающий равнодушного мудреца, не проявляет интереса к этому предложению. Сам Адриен, вообразивший, что девушка имеет намерение добавить его к своей коллекции, для чего ищет сложные обходные пути, сам пытается соблазнить «инженю», но терпит постоянные неудачи из-за своей странной тактики, сочетающей домогательства с оскорблениями. Между тем, Даниелю без всяких видимых усилий удается уложить Хайде в постель, что ещё больше сбивает Адриена с толку.
На виллу приезжает богатый коллекционер Сэм, которому Адриен продает старинную китайскую вазу, а заодно предлагает развлечься с Хайде. При новой встрече в городе Сэм и Хайде выглядят вполне довольными, что выводит Адриена из себя. Он ввязывается в жаркий спор о смысле жизни с Сэмом, и набрасывается с новой порцией упреков на Хайде, которая небрежным жестом дает понять, насколько нелепо он при этом выглядит.
По дороге из города на виллу Хайде окликают знакомые, предлагающие ехать с ними. Девушка колеблется, а Адриен внезапно решает бросить свои попытки, оставляет её на дороге и возвращается на виллу один. Сперва он доволен своим выбором, но вскоре в атмосфере праздности сомнения и желания снова начинают его одолевать. Поскольку Хайде исчезла окончательно, Адриен решает прервать каникулы и звонит Дженни.

## В ролях
- Патрик Бошо — Адриен
- Хайде Политофф — Хайде
- Даниель Померёль — Даниель
- Ален Жуфруа — писатель
- Мижану Бардо — Дженни
- Анник Морис — Орелья
- Дэннис Берри — Чарли
- Сеймур Хертцберг — Сэм

## Критика и успех у публики
Как и в остальных «сказках с моралью», сюжет, при внешней простоте, допускает различные толкования, и критики, сразу и довольно высоко оценившие фильм, чаще всего ограничиваются описанием стилистических деталей, не вдаваясь в подробный анализ. Обычно указывается, что персонажи картины, тяготящиеся бездельем, ищут, каждый по своему, возможности чем-либо заполнить пустоту своей жизни.
Главный герой фильма — праздный денди, изображающий из себя делового человека, и излагающий своё кредо следующим образом: «Я скорее послужу человечеству, бездельничая, чем работая. Надо иметь мужество, чтобы не работать» (Je sers mieux la cause de l’humanité en paressant qu’en travaillant. Il faut avoir le courage de ne pas travailler).
Лента стала первым относительным успехом Ромера у публики, собрав более 300 000 зрителей. Из-за либертинажа героев картины в кинотеатрах действовало возрастное ограничение (с 18 лет), что откровенно забавляет современных критиков, поскольку в фильме присутствует только легкая эротика.
На Берлинском кинофестивале 1967 года фильм получил Серебряного медведя в категории гран-при жюри.
Еженедельник Télérama ставит картину на четвёртое место в своем рейтинге пяти лучших фильмов Ромера.

## Комментарии
1. ↑  По мнению Роджера Эберта, Ромеру удалось «дьявольски хорошо» и довольно смело для своего времени изобразить «объект желания»